# Stolnica Espoo
Stolnica v Espou (finsko Espoon tuomiokirkko, švedsko Esbo domkyrka) je srednjeveška župnijska cerkev in stolnica v mestu Espoo na Finskem. Je sedež evangeličansko-luteranske škofije Espoo, ustanovljene leta 2004. Stolnica stoji v okrožju Espoon keskus, blizu reke Espoonjoki. Najstarejši deli cerkve so bili dokončani v 1480-ih in je tako najstarejša ohranjena stavba v mestu.
Cerkev je postala stolnica leta 2004, potem ko se je škofija Espoo odcepila od škofije Helsinki. Ozemlje stolnice vključuje pokopališče, župnišče in župnijsko dvorano, dokončano leta 1995. Poleg tega, da je sedež škofije Espoo, služi kot cerkev za župnijo stolnice Espoo in gosti različne koncerte in druge dogodke, vključno z Orgelska noč in arije.

## Zgodovina
Cerkev je prvotno v poznem 15. stoletju zasnoval neznani Espoo mojster in je bila zgrajena med letoma 1485 in 1490 pod njegovim nadzorom. Od srednjeveške cerkve sta ostala le vzhodni in zahodni del ladje. Orožarsko sobo so odstranili med letoma 1804 in 1806, nekatere druge dele cerkve, vključno s prvotno zakristijo, pa so razstavili med letoma 1821 in 1823, ko so stavbo preuredili v prostornejšo križno cerkev.
Oboki in stene starejših delov stolnice so okrašeni s freskami, večinoma poslikanimi v 1510-ih letih, ki prikazujejo svetopisemske prizore in dogodke v vsakdanjem življenju ljudi. Slike so bile prekrite v 18. stoletju, saj so mislili, da so 'surove in vraževerne', vendar so jih ponovno odkrili in ohranili med prenovo leta 1931. 
Trenutni zvonik stolnice je bil dokončan leta 1767, njegov zgornji del pa je bil predelan med letoma 1868 in 1869. Njegov spodnji del je iz kamna, zgornji pa iz lesa. Tapulovi zvonovi so bili uliti v Stockholmu, največji leta 1765, dva najmanjša pa leta 1736.

## Galerija
- Freske
- Freske
- Notranjost
- Prižnica
- Orgle
- Orgle
- Obok
- Pogled s klopi

## Okolica
Stolnica Espoo in okoliški Kirkonmäki sta vključena v nacionalno pomembna grajena kulturna okolja, ki jih je popisala Finska muzejska agencija. Cerkev je bila zgrajena na idealnem mestu za promet: v bližini sta bili vodni poti Kirkkojärvi in Espoonjoki ter pomembna kopenska dostopna pot Suuri Rantatie. Lokacija je bila osrednja za neodvisnega cerkvenega upravitelja leta 1458.

### Cerkveno pokopališče
Pokopališče okrog stolnice v Espou je veliko približno enajst hektarjev in so ga petkrat razširili. Od leta 1976 ima Kirkkomaa oskrbovalno kapelo. Zgodovinsko pokopališče je v neposredni bližini cerkve in ob vratih na strani zvonika je spomenik pokojnikom, ki so ostali v Kareliji. Pokopališče ima svoj del za grobove vojnih veteranov in herojev.